# جوان وينفيلد
جوان وينفيلد (بالإنجليزية: Joan Winfield) هي ممثلة أسترالية، ولدت في 24 سبتمبر 1918 في ملبورن في أستراليا، وتوفيت في 16 يونيو 1978 في فان نويس في الولايات المتحدة.

## وصلات خارجية
- جوان وينفيلد على موقع IMDb (الإنجليزية)
- جوان وينفيلد على موقع ألو سيني (الفرنسية)
- جوان وينفيلد على موقع أول موفي (الإنجليزية)
- جوان وينفيلد على موقع قاعدة بيانات الأفلام السويدية (السويدية)
- جوان وينفيلد على موقع قاعدة بيانات الفيلم (الإنجليزية)
- جوان وينفيلد على موقع كينوبويسك (الروسية)